# Campeonato Catarinense de Futebol de 2023 - Série C
O Campeonato Catarinense de Futebol de 2023 - Série C foi a 20ª edição do terceiro nível do futebol catarinense. Realizada e organizada pela Federação Catarinense de Futebol, foi disputada por oito equipes entre os meses de setembro a novembro de 2023.
No dia 11 de agosto, a FCF homologou o campeonato e retirou da competição o Próspera e o Jaraguá. A entidade não revelou os motivos que levaram a exclusão das equipes.
O título de campeão ficou com Tubarão após vencer o Blumenau na final. O primeiro jogo disputado no estádio Ervin Blaese na cidade de Indaial ficou com o placar de 2 a 1 para o time do sul do estado. Já o jogo de volta foi realizado na cidade de Tubarão no estádio Domingos Silveira Gonzales e terminou com o empate em 1 a 1, fazendo o Atlético Tubarão ser campeão da terceira divisão catarinense de 2023. Os dois clubes também conseguiram o acesso a segunda divisão estadual de 2024.

## Regulamento
A competição é dividida em duas fases: a inicial em pontos corridos e a final em jogos de mata-mata.

### Primeira fase e fase final
Na primeira fase todas as equipes se enfrentam entre si em turno único. Os quatro primeiros colocados classificam-se para os confrontos eliminatórios da segunda fase, que contará com jogos de ida e volta. A definição dos confrontos se dará pela posição das equipes na tabela, sendo que o  1º colocado enfrentará o 4º e o 2º encarará o 3º colocado. Se os jogos da segunda fase terminarem com placares iguais, a equipe com melhor campanha na primeira fase será considerado o vencedor.
O campeão e o vice garantem vaga na série B do Campeonato Catarinense de 2024.

## Equipes participantes
| Tubarão                                                                                             | Tubarão     | Domingos Silveira Gonzales | 1 706 | 1 (2007) |
| Blumenau                                                                                            | Blumenau    | Ervin Blaese               | 1 050 | 2 (2021) |
| Fluminense-SC                                                                                       | Joinville   | Sadalla Amin Ghanen        | 2 500 | 0        |
| Imbituba                                                                                            | Imbituba    | Emília Mendes Rodrigues    | 5 000 | 0        |
| Pedra Branca                                                                                        | Palhoça     | Acácio Zêunio da Silva     | 5 000 | 0        |
| Porto-SC                                                                                            | Porto União | Armando Sartti             | 1 218 | 1 (2008) |
| Tubarão Blumenau Fluminense-SC Imbituba Pedra Branca Porto-SCLocalização das equipes participantes. |             |                            |       |          |

## Primeira fase
| Pos | Equipes       | Pts | J | V | E | D | GP | GC | SG  | %  | Zona de classificação            |
| --- | ------------- | --- | - | - | - | - | -- | -- | --- | -- | -------------------------------- |
| 1   | Tubarão       | 13  | 5 | 4 | 1 | 0 | 7  | 2  | +5  | 87 | Classificados para as semifinais |
| 2   | Blumenau      | 11  | 5 | 3 | 2 | 0 | 12 | 5  | +7  | 73 | Classificados para as semifinais |
| 3   | Imbituba      | 8   | 5 | 2 | 2 | 1 | 9  | 5  | +4  | 53 | Classificados para as semifinais |
| 4   | Porto-SC      | 4   | 5 | 1 | 1 | 3 | 8  | 10 | –2  | 27 | Classificados para as semifinais |
| 5   | Pedra Branca  | 4   | 5 | 1 | 1 | 3 | 5  | 8  | –3  | 27 | Eliminados                       |
| 6   | Fluminense-SC | 1   | 5 | 0 | 1 | 4 | 4  | 15 | –11 | 7  | Eliminados                       |

## Fase final
Em itálico, as equipes que possuem o mando de campo no primeiro jogo do confronto e em negrito as equipes classificadas.
|  | Semifinal | Semifinal | Semifinal | Semifinal |   |         | Final | Final | Final | Final |
|  |           |           |           |           |   |         |       |       |       |       |
|  | Tubarão   | 4         | 3         | 7         |   |         |       |       |       |       |
|  | Porto-SC  | 1         | 0         | 1         |   |         |       |       |       |       |
|  | Porto-SC  | 1         | 0         | 1         |   | Tubarão | 2     | 1     | 3     |       |
|  |           |           |           |           |   | Tubarão | 2     | 1     | 3     |       |
|  |           | Blumenau  | 1         | 1         | 2 |         |       |       |       |       |
|  | Blumenau  | Blumenau  | 1         | 1         | 2 | 1       | 2     | 3     |       |       |
|  | Blumenau  |           |           |           |   | 1       | 2     | 3     |       |       |
|  | Imbituba  | 1         | 1         | 2         |   |         |       |       |       |       |

## Final

#### Jogo da ida
| 2 de novembro | Blumenau       | 1 – 2          | Tubarão          | Ervin Blaese, Indaial                                                 |
| 15:00         | Júnior Fell 4' | Súmula Borderô | 55', 78' Cleyton | Público: 251 Renda: R$ 3.500,00 Árbitro: SC Dioneglei da Silva Vianna |

#### Jogo da volta
| 5 de novembro | Tubarão       | 1 – 1          | Blumenau        | Domingos Silveira Gonzales, Tubarão                                      |
| 15:30         | Elicarlos 59' | Súmula Borderô | 87' Jean Carlos | Público: 1 139 Renda: R$ 24.240,00 Árbitro: SC Igor da Silva Albuquerque |